# Pupusa

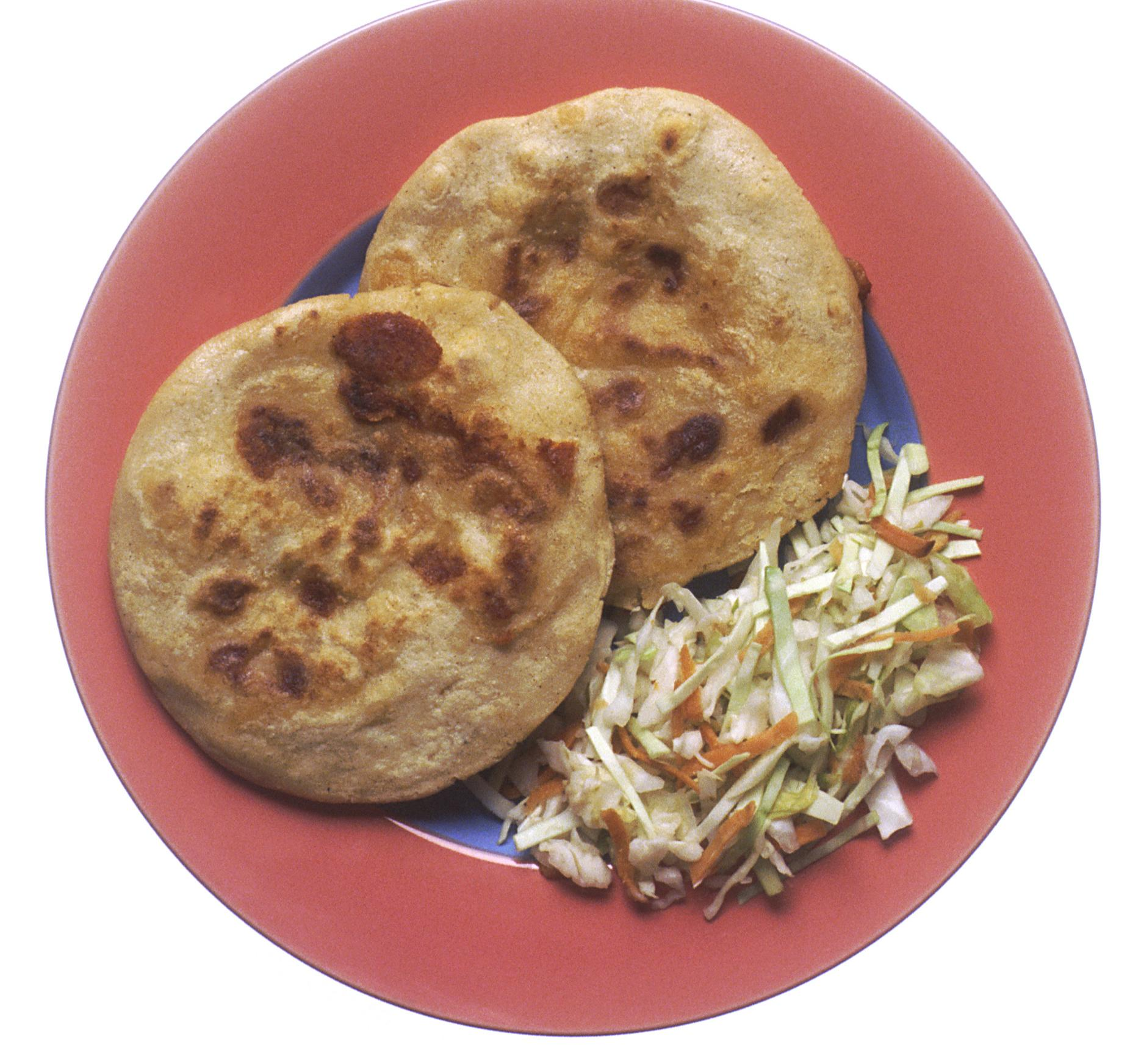
Zwei Pupusas mit Beilagen

Eine Pupusa ist eine Tortilla mit eingebackener Füllung. Es ist das Nationalgericht von El Salvador und auch in anderen Ländern Mittelamerikas verbreitet.
Die Tortilla besteht aus Maismehl, die Füllung meist aus Bohnenmus, Käse oder einer Mischung aus beidem. Varianten können auch mit Fisch, Huhn, Avocado, Wurst oder Käse mit Schweineschwarte gefüllt sein. Pupusas werden meistens mit Curtido, einem eingelegten Krautsalat mit Chili, sowie einer Tomatensoße serviert und typischerweise mit den Fingern gegessen.

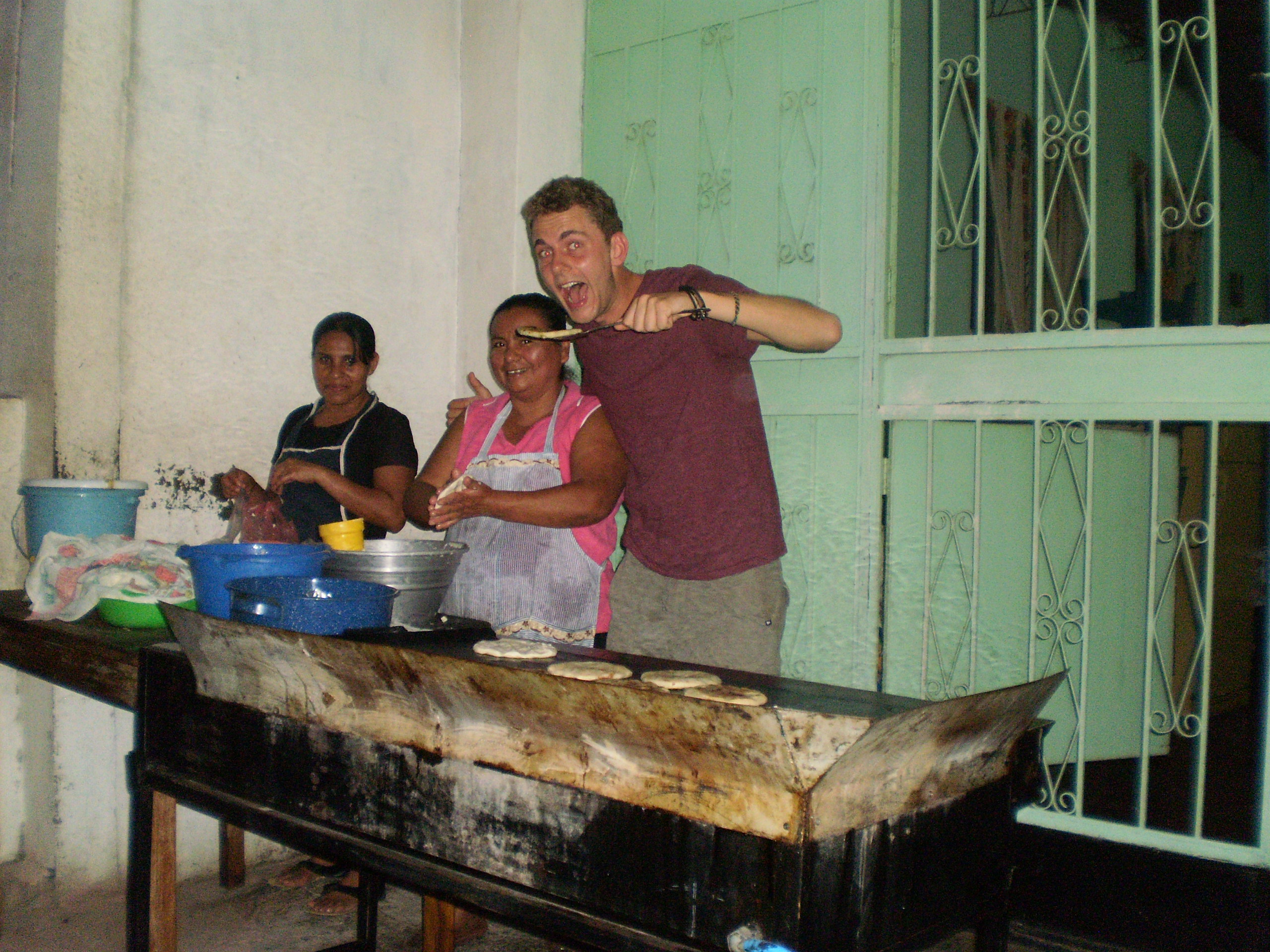
Die ganze Familie hilft beim Pupusa machen mit

## Día Nacional de las Pupusas
Seit 2005 ist dem Nationalgericht El Salvadors ein nationaler Feiertag gewidmet, im zugehörigen Gesetzesdekret werden die indigene Herkunft sowie die Popularität des Gerichts als Begründungen aufgeführt. Der „Día Nacional de las Pupusas“ findet am zweiten Sonntag im November eines jeden Jahres statt. Das Kulturministerium führt an diesem Tag zahlreiche Veranstaltungen im ganzen Land durch, um den Brauch und die Kultur zu erhalten und den Export zu fördern. Die Aktivitäten reichen sogar so weit, dass landesweite Wettbewerbe veranstaltet werden.
Im November 2012 wurde die bislang größte Pupusa mit einem Durchmesser von 4,25 Metern von 30 Personen in San Salvador hergestellt und in das Guinness-Buch der Rekorde eingetragen. Für die Zubereitung wurden 150 Kilogramm Maismehl, 40 Kilogramm Käse, 22 Kilogramm Schweineschwarte und 22 Kilogramm Bohnen verwendet.

## Wirtschaftliche Bedeutung

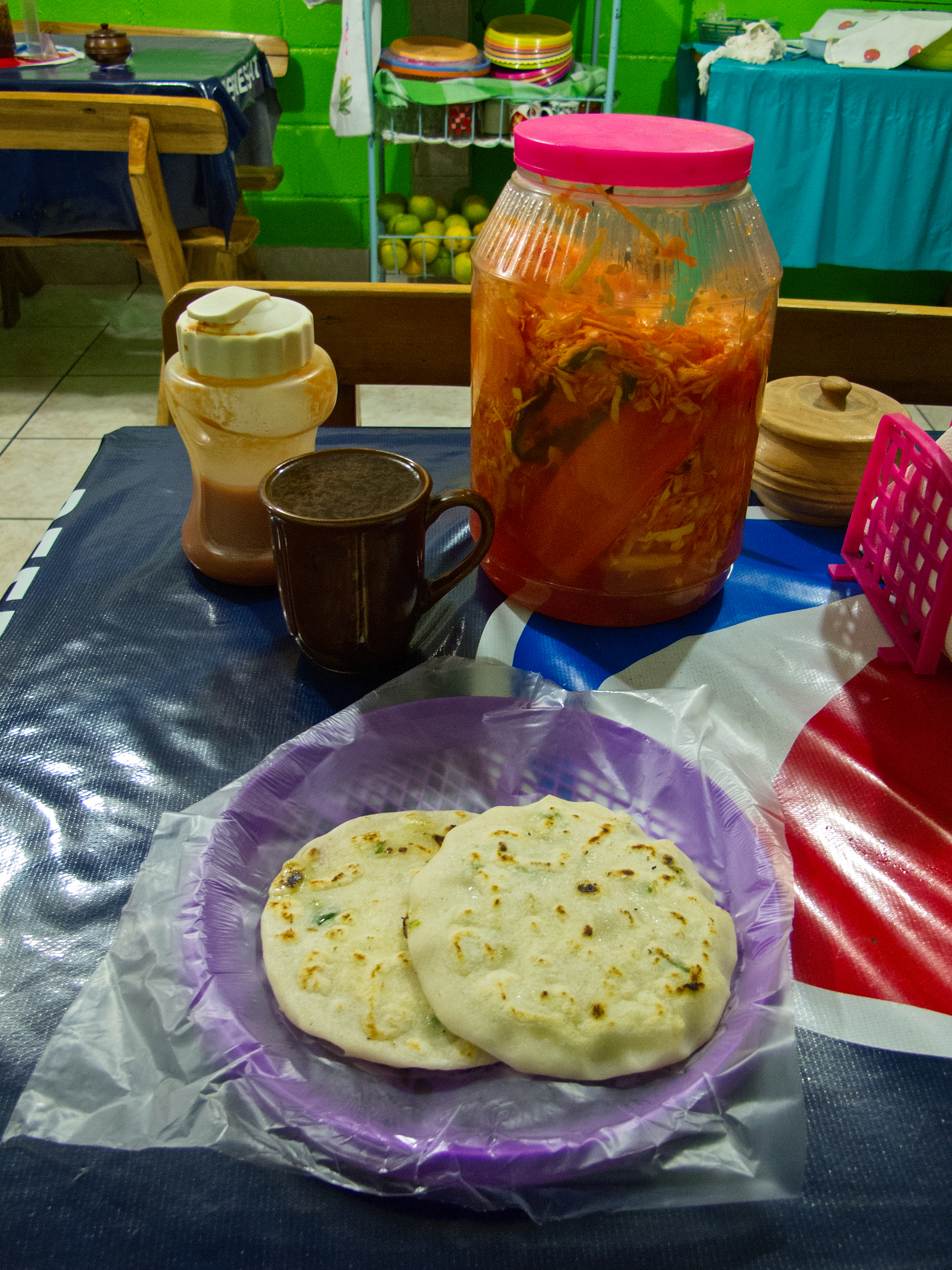
Pupusas in einer pupusería, einem Pupusa-Lokal

Trotz der geringen Einzelstückkosten von rund 50 bis 100 Cent (¢) in El Salvador sind die Pupusas ein nicht unbedeutender Bestandteil in der Wirtschaft des Landes. Nach Angaben des Ministeriums für Wirtschaft von El Salvador wurde zwischen 2001 und 2003 ein Umsatz von 22,8 Millionen US-Dollar erzielt. Der Export, alleine in die USA, betrug im Jahr 2005 rund 605 Millionen US-Dollar. In den USA werden die Pupusas für rund zwei US-Dollar pro Stück verkauft.
In Bezug auf die Arbeitsplätze berichtet das Wirtschaftsministerium weiter, dass rund 250.000 Menschen in El Salvador an der Produktion von Pupusas beschäftigt sind.